# Mercedes-AMG GT4
Chronologie des modèles
La Mercedes-AMG GT4 est la version course de la Mercedes-AMG GT R présentée au 24 Heures de Spa 2017 conçue pour courir dans la catégorie GT4. Sa puissance est de 510 ch . Le prix de cette voiture est de 198 850 € . Comme la GT R de route, la GT4 développe un V8 biturbo de 4,0 litres. Elle peut aller de 0 à 100 km/h en seulement quatre secondes. Son poids est de 1 390 kg, ou 240 kg d'écart entre la Mercedes-AMG GT R. Sa vitesse est de 250 km/h.